# گنبدهای شیروان

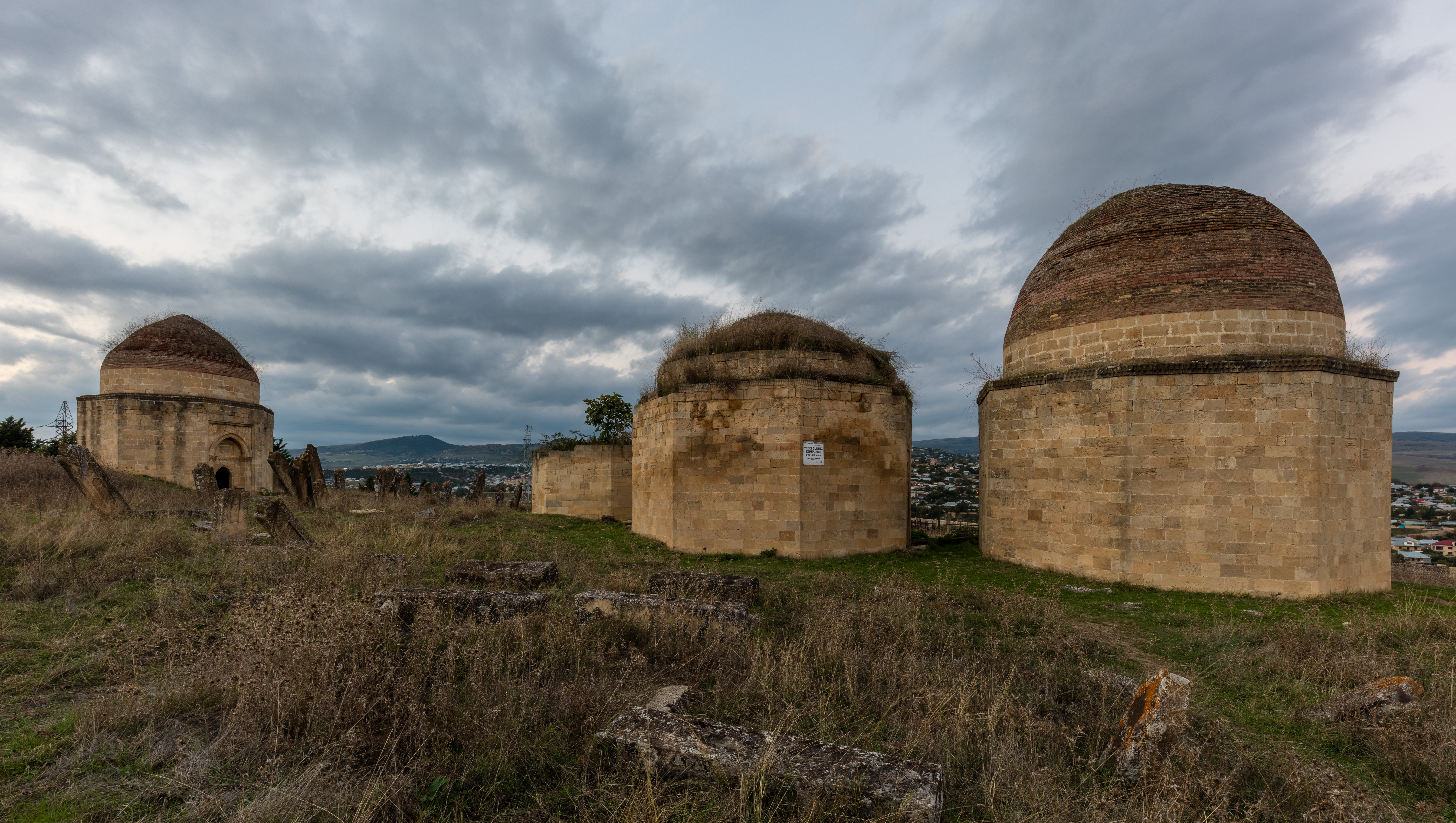
نمای کلی

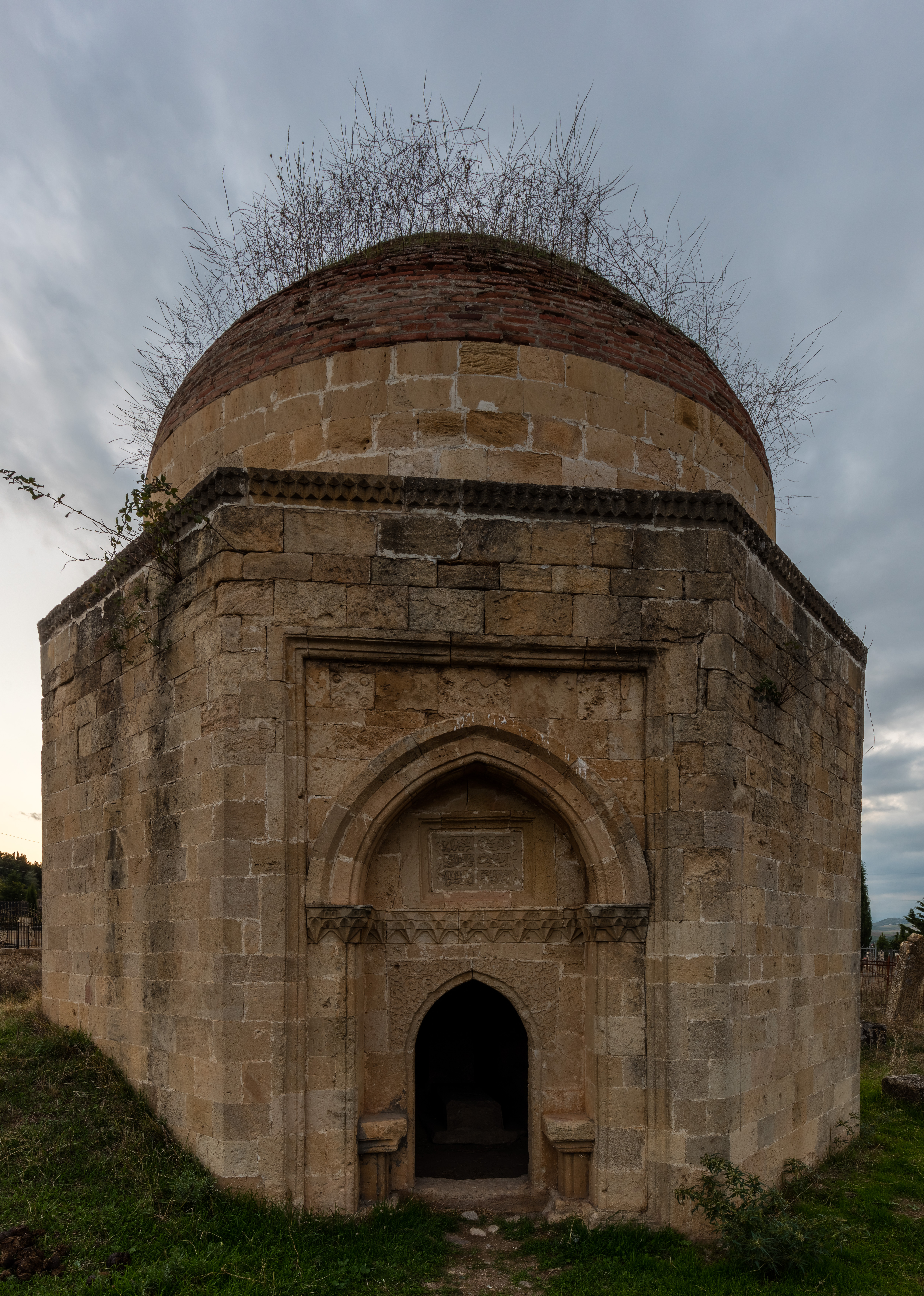
نمایی از بنا

گنبدهای شیروان یا آرامگاه شماخی یک آرامگاه و گورستان متعلق به سدهٔ پانزدهم میلادی است که در شهر شماخی و در کشور جمهوری آذربایجان واقع شده است. این بنا در کنار قلعه گلستان قرار گرفته است. شماری از نمایندگان و ارباب‌های بدنام حکومت در اینجا دفن شده‌اند.

## تاریخچه
در سده‌های گذشته شماخی مرکز حکومت شیروان یا شروان بود که با نام شروان‌شاهان شناخته می‌شدند. این حکومت پس از افول و تضعیف عباسیان همراه با چند حکومت محلی به وجود آمدند. شماخی بارها مورد حمله مهاجمان قرار گرفته و بارها در آن زمین‌لرزه رخ داده است. در سال ۱۱۹۱ میلادی قزل ارسلان از خاندان اتابکان آذربایجان شهر شیروان متعلق به اخستان یکم را تصرف و غارت کرد و پایتخت را به‌طور موقت به باکو منتقل کرد. در سال ۱۵۰۱ میلادی، شهرهای شماخی و باکو به تصرف شاه اسماعیل صفوی درآمدند. پس از ۳۷ سال شروانشاهان به‌طور کامل از میان رفتند و شاه طهماسب صفوی به حکومت صفوی رسمیت بخشید. شماخی پس از آن در جریان حمله‌های ارتش عثمانی تا میزان زیادی تخریب شد؛ همچنین شمار زیادی از مردم کشته شدند و شمار زیادی بنا و کتاب هم از بین رفتند.